# Crataegus
- Commons
- Wikispecies

Cratego (Crataegus L.), em português "espinheiro branco", é um género botânico pertencente à família Rosaceae.

## Espécies
| - Crataegus aemula - Crataegus aestivalis - Crataegus altaica - Crataegus ambigua - Crataegus ambitiosa - Crataegus anamesa - Crataegus ancisa - Crataegus annosa - Crataegus apiifolia - Crataegus apiomorpha - Crataegus aprica - Crataegus arborea - Crataegus arcana - Crataegus arkansana - Crataegus arnoldiana - Crataegus arrogans - Crataegus ater - Crataegus austromontana - Crataegus azarolus - Crataegus biltmoreana - Crataegus boyntonii - Crataegus brachyacantha - Crataegus calpodendron - Crataegus canbyi - Crataegus champlainensis - Crataegus chlorosarca - Crataegus chrysocarpa - Crataegus coccinoides - Crataegus collina - Crataegus columbiana | - Crataegus compta - Crataegus crus-galli - Crataegus cuneata - Crataegus cupulifera - Crataegus dahurica - Crataegus diffusa - Crataegus douglasii - Crataegus dsungarica - Crataegus dunbarii - Crataegus ellwangeriana - Crataegus erythropoda - Crataegus flabellata - Crataegus flava - Crataegus fontanesiana - Crataegus heldreichii - Crataegus henryi - Crataegus heterophylla - Crataegus holmesiana - Crataegus hupehensis - Crataegus intricata - Crataegus jackii - Crataegus jonesiae - Crataegus laevigata - Crataegus lavallei - Crataegus mackenzii - Crataegus macrosperma - Crataegus marshalli - Crataegus maximowiczii - Crataegus mercerensis - Crataegus missouriensis | - Crataegus mollis - Crataegus monogyna - Crataegus nigra - Crataegus oliveriana - Crataegus orientalis - Crataegus oxyacantha - Crataegus pedicellata - Crataegus pentagyna - Crataegus peregrina - Crataegus phaenopyrum - Crataegus pinnatifida - Crataegus pruinosa - Crataegus pubescens - Crataegus punctata - Crataegus puntamiana - Crataegus rhipidophylla - Crataegus rivularis - Crataegus saligna - Crataegus sanguinea - Crataegus spathulata - Crataegus submollis - Crataegus succulenta - Crataegus tanacetifolia - Crataegus triflora - Crataegus uniflora - Crataegus viridis - Crataegus wattiana - Crataegus wilsonii |

- Lista completa

## Classificação do gênero
| Sistema | Classificação                    | Referência               |
| ------- | -------------------------------- | ------------------------ |
| Linné   | Classe Icosandria, ordem Digynia | Species plantarum (1753) |